# Cuajinicuilapa
Cuajinicuilapa è un comune del Messico, situato nello stato di Guerrero.